# 伯海嫩代克
伯海嫩代克（荷蘭語：Begijnendijk，荷蘭語發音：[bəˈɣɛi̯nə(n)ˌdɛi̯k] ⓘ）是比利时弗拉芒大区弗拉芒布拉班特省魯汶區的一个市镇，北与安特衛普省接壤，通行荷蘭語，是弗拉芒社群的一部分，面积17.62平方千米，人口10,053人（2018年1月1日）。